# Pôle de recouvrement spécialisé
 (mai 2025).
Motif : Je ne vois pas trop la notoriété de ce service déconcentré la DGFP. De plus, les sources sont primaires et peu nombreuses.
- Archive Wikiwix
- Bing
- Cairn
- DuckDuckGo
- E. Universalis
- Gallica
- Google
- G. Books
- G. News
- G. Scholar
- Persée
- Qwant
- (zh) Baidu
- (ru) Yandex
- (wd) trouver des œuvres sur Wikidata

| 1. | Préciser le motif de la pose du bandeau. | Précisez le motif de la pose du bandeau en utilisant la syntaxe suivante : {{admissibilité à vérifier\|date=mai 2025\|motif=remplacez ce texte par le motif}}                                        |
| 2. | Informer les utilisateurs concernés.     | Pensez à avertir le créateur de l'article, par exemple, en insérant le code ci-dessous sur sa page de discussion : {{subst:avertissement admissibilité à vérifier\|Pôle de recouvrement spécialisé}} |

Un pôle de recouvrement spécialisé (PRS) est un service déconcentré de la direction départementale des Finances publiques à l'échelle départementale (DDFiP) et spécialisée dans le recouvrement des impositions établies suite à un contrôle fiscal. Les PRS ont été créés selon l'arrêté du 31 mai 2010.
Le PRS gère tous les dossiers en procédure collective (redressement et liquidation judiciaire, sauvegarde, plan de continuation etc.).
Il peut faire appel à un huissier des Finances publiques dans le cadre du recouvrement.